# 缪云台
缪云台（1894年3月23日—1988年9月3日），名嘉铭，字云台，以字行，云南昆明人。中华人民共和国政治人物，原副国级领导人。中國政治家、经济官僚、实业家，无党派人士。他在滇系中以经济、财政、实业等方面的实力而著称。

## 生平[1][2][3][4][5]

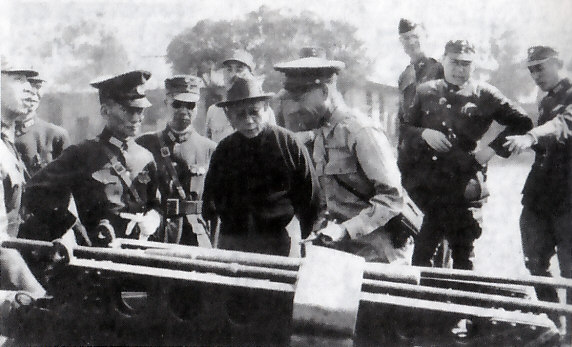
抗日战争时，龙云（左一）、缪云台（左三）与美国军官交谈

缪氏於清末在昆明方言学堂英语班学习，中华民国成立后，入学留学预备班。1913年，获官费赴美国留学。他在堪萨斯州西南学院、伊利诺大学、明尼苏达大学均学矿冶。1918年毕业，在纽约供职钢铁公司。
1919年10月，缪云台归国回乡。不久，被云南都督唐继尧任命为个旧锡务公司总理。那时锡务公司财务亏损，但缪清理债务，采用西方新技术，公司面貌大为改观。1924年，任云南富滇银行会办。1928年1月，龙云任云南省政府主席，次年5月，缪被龙任省农矿厅长兼省政府委员。1930年秋，任云南省整顿金融委员会委员长，1931年夏，兼任云南劝业银行总经理。同年12月，农矿厅改成实业厅，缪继续担任实业厅长。
1932年冬，缪云台任云南炼锡公司总经理。在缪领导下，滇锡品质被大幅度提高，达到国际市场的标准。1934年春，任富滇新银行行长。缪把以鸦片为中心的省金融体系变成以滇锡为中心的体系，而且富滇新银行发行的纸币（新滇币）的价值也被增强。同年12月，龙云创设云南全省经济委员会，缪任常务委员会主任委员，贡献发展地方实业。抗日战争时，云南省成为大后方，以物资支援国民政府，这方面缪的功绩也较大。
缪云台在国民政府中央也担任资源委员会委员、行政院政务委员等职。但他在云南更活跃。他的政治思想立于无党派，同中国国民党、中国共产党双方保持距离。他还参加了与美国的外交交涉。
1946年1月，缪云台以“社会贤达”的身份参加了在重庆召开的政治协商会议（旧政协）。那时，缪表明反对内战。然后，因为对前年龙云被迫下台不满，缪辅助云南省政府主席卢汉采取了对抗国民政府中央的方针。1947年4月23日，國民政府特任繆嘉銘為行政院政務委員:8340。5月，缪创设云南人民企业公司，在经济、财政、金融方面支援卢的“滇人治滇”方针。1949年12月，卢漢在昆明宣佈投共，但是缪既不想追随共產黨，也不想跟随国民党，遂先赴香港，后去美国。
1955年，缪云台获美国永久居留权。随着中美关系改善，缪希望归国。1979年6月，他放弃美国国籍，回到中国，此后他历任全国人大常委会委员、全国人大宪法修正委员会委员、全国政协副主席、对外经济贸易部（后改为对外贸易经济合作部）特约顾问、中国国际信托投资公司董事等职。
1988年9月3日，缪云台在北京逝世。年94岁。